# Giovanni Brunelli
Giovanni Brunelli (ur. 23 czerwca 1795 w Rzymie, zm. 21 lutego 1861 w Osimo) – włoski kardynał.

## Życiorys
Urodził się 23 czerwca 1795 roku w Rzymie, jako syn Giovanelego Brunelliego i Margherity Derossi. Studiował w rodzinnym mieście, gdzie uzyskał doktorat utroque iure, a ponadto z filozofii i teologii. 21 grudnia 1817 roku przyjął święcenia kapłańskie. Następnie został protonotariuszem apostolskim. 23 maja 1845 roku został tytularnym arcybiskupem Tesalonik, a dwa dni później przyjął sakrę. W latach 1848–1853 był nuncjuszem w Hiszpanii. 15 marca 1852 roku został kreowany kardynałem in pectore. Jego nominacja na kardynała prezbitera została ogłoszona na konsystorzu 7 maja 1853 roku i otrzymał kościół tytularny Santa Cecilia. W okresie 1854–1856 był prefektem Kongregacji ds. Edukacji Katolickiej. W 1856 roku został biskupem Osimo. Zmarł tamże 21 lutego 1861 roku.